# スイス軍

スイス軍のロゴ

スイス軍（スイスぐん、ドイツ語:Schweizer Armee、フランス語:Armée suisse、イタリア語:Esercito svizzero、ロマンシュ語:Armada svizra）は、スイスの国軍。
最高指揮官は大統領であるが、実質的な権限は防衛・国民保護・スポーツ担当連邦参事（国防相)が有する。スイス軍の管理・運営は連邦参事会が行う。
常備軍を構成するのは約4000名の職業軍人であるが、徴兵制度により21万名の予備役を確保している。傭兵の歴史を持つスイスでは、国民皆兵を国是としており、徴兵制度を採用している。また、外国政府がスイス国内に基地等の軍事施設を設置することも容認していない。

## 歴史
スイス国家の起源とされる盟約者団が成立した時、まだスイス国家としての軍隊はなく、加盟各国ごとに軍隊が保有されていた。1315年のモルガルテンの戦いにおいて、盟約者団の同盟軍が、ハプスブルク家に勝利したことにより、盟約者団の実力が周囲に認識されるようになった。
17世紀に三十年戦争が起きてスイスにも戦火の及ぶ危険が高まったことを機に、盟約者団13邦がヴィール防衛軍事協定を締結して、スイス国家としての連邦軍が創設された。加盟各国が兵員を提供し、共通の参謀会議も設置された。スイスが連邦軍を組織して中立を維持したことが評価され、ヴェストファーレン条約におけるスイス独立につながった。
分離同盟戦争による内乱後の1848年に連邦憲法が制定され、連邦政府の軍事権限が明確化された。1848年憲法は、連邦としての常備軍保有を否定し、カントン（州）ごとの常備軍も300人を上限とした。他方で国民皆兵を規定し、有事には人口の3％規模の連邦正規軍及びその半数の規模の予備軍を編成するものと定められた。1848年憲法に基づくスイス連邦軍は、普仏戦争で危機が高まった際に総動員を実施したが、編制や装備など様々な不備があって有効に機能しなかった。
普仏戦争時に不備が顕になった1848年憲法による軍制は、1874年に成立した以前よりも中央集権的な改正連邦憲法の下で改革が進められた。改正憲法下では防衛関連法規の制定や軍事力の育成が、連邦政府の権限となった。第一次世界大戦においてもスイス軍は動員され、同国の武装中立の維持に務めたが、戦争の長期に伴う動員体制の継続が財政を圧迫して戦時税制が導入された。
第二次世界大戦の開戦前、スイスはフランスおよびドイツから戦闘機を大量に購入、またはライセンス生産して航空戦力を整えた。第二次世界大戦の開戦と同時に、スイスは国際社会に対して「武装中立」を宣言し、侵略者に対しては焦土作戦で臨むことを表明。アンリ・ギザンを軍の最高司令官に選出した。スイス国民に対しては、侵略者への降伏を禁ずる動員令を布告し、一時期は850,000人を軍に動員した。スイス軍は、1907年の万国平和会議（ハーグ会議）で定められた国際法上の「中立義務」を果たすため、領空を侵犯する航空機があれば、連合国側・枢軸国側を問わず迎撃機を発進させて退去や強制着陸を指示し、場合によっては撃墜した。第二次世界大戦中、スイスでは約7400回の空襲警報が発令され、航空隊のスクランブル発進以外に高射砲部隊も火力を有効に発揮して航空隊を支援した。スイス軍は領空侵犯機25機を撃墜したほか、アメリカ軍機だけで166機がスイス領内に入って事故で墜落・不時着・終戦まで抑留といった運命になった。被撃墜以外で墜落した領空侵犯機は52機、不時着機は177機に上る。スイス軍は航空機約200機を喪失した。陸上では、ナチス・ドイツのフランス侵攻後に連合国軍の敗残兵約42000人が入国してきたのを武装解除して抑留した。
一方、1940年のナチス・ドイツによるフランス侵攻中、少なくとも197回スイス領空を侵犯したドイツ軍機も撃墜しており、1940年5月10日から6月17日の間に、スイスは複数の航空事故でドイツ空軍機11機を撃墜し、自軍機3機を失った。

近年では、国際テロリズムへの対処と、国連加盟国として国際貢献を行うために必要となる軍のプロフェッショナル化を図るため、徴兵制を廃止して志願制に切り替える法案が3回、国民投票にかけられたが、いずれも否決されている。
2008年、1961年から使用していたビクトリノックス製のアーミーナイフを新型に更新した。旧型は銃器のメンテナンスに必要なドライバーが付いていないなどの不満があったため、海外メーカーを含めたトライアルを実施した。結果としてビクトリノックスの「ソルジャーナイフ」が選定され7万5000本が発注された。
2020年3月16日、スイス連邦政府は新型コロナウイルス対策目的で最大8000人の隊員を派遣すると発表した。この規模での動員は第二次世界大戦以降初めてとなる。

## 機構

### 二軍
内陸国であるスイス軍は、陸軍・空軍の二軍種から成る。海洋が無いため海軍は持っていないが、国際河川であるライン川および国境地帯の湖を警備するため、巡視船艇を有する陸軍は、隷下に「船舶部隊」を編成している。装備する主力戦車はドイツ製の「レオパルト2A4」。空軍は、アメリカ製戦闘攻撃機「F/A-18Cホーネット」を約30機保有している。純粋な兵器ではないが、ターボプロップエンジン機でありながら近代的なアビオニクスを備えたピラタス PC-21高等練習機を自国で開発している。冷戦の終結後は、戦闘機を平日の日中のみ運用し、夜間と休日の運用は控えている。平時のスクランブル発進は、平日日中帯（午前8時から午後6時）のみ実施しており、2014年2月に発生したエチオピア航空702便ハイジャック事件では発生がスイス空軍の業務開始前であったことから、スイス防空に関する二国間協定を結んだイタリアとフランスの空軍機が対応した。2016年12月10日、スイス空軍のブノワ・スチューダマン大佐は2017年1月1日より、週末も防空任務を実施する旨、公表した。ただし業務時間の延長については2021年まで行われる見込みがないとされている。

### スイス陸軍（Schweizer Heer）

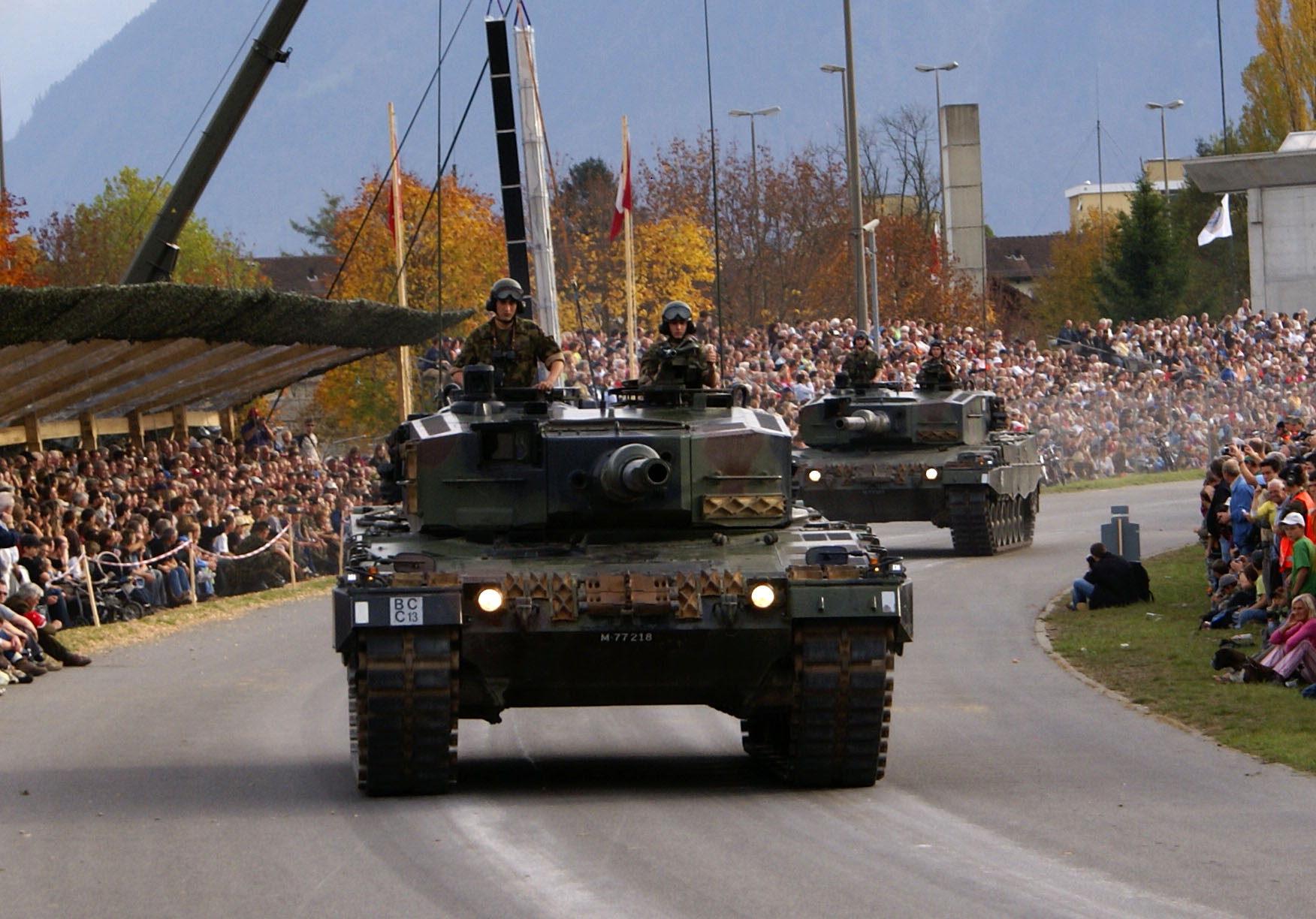
Pz_87戦車

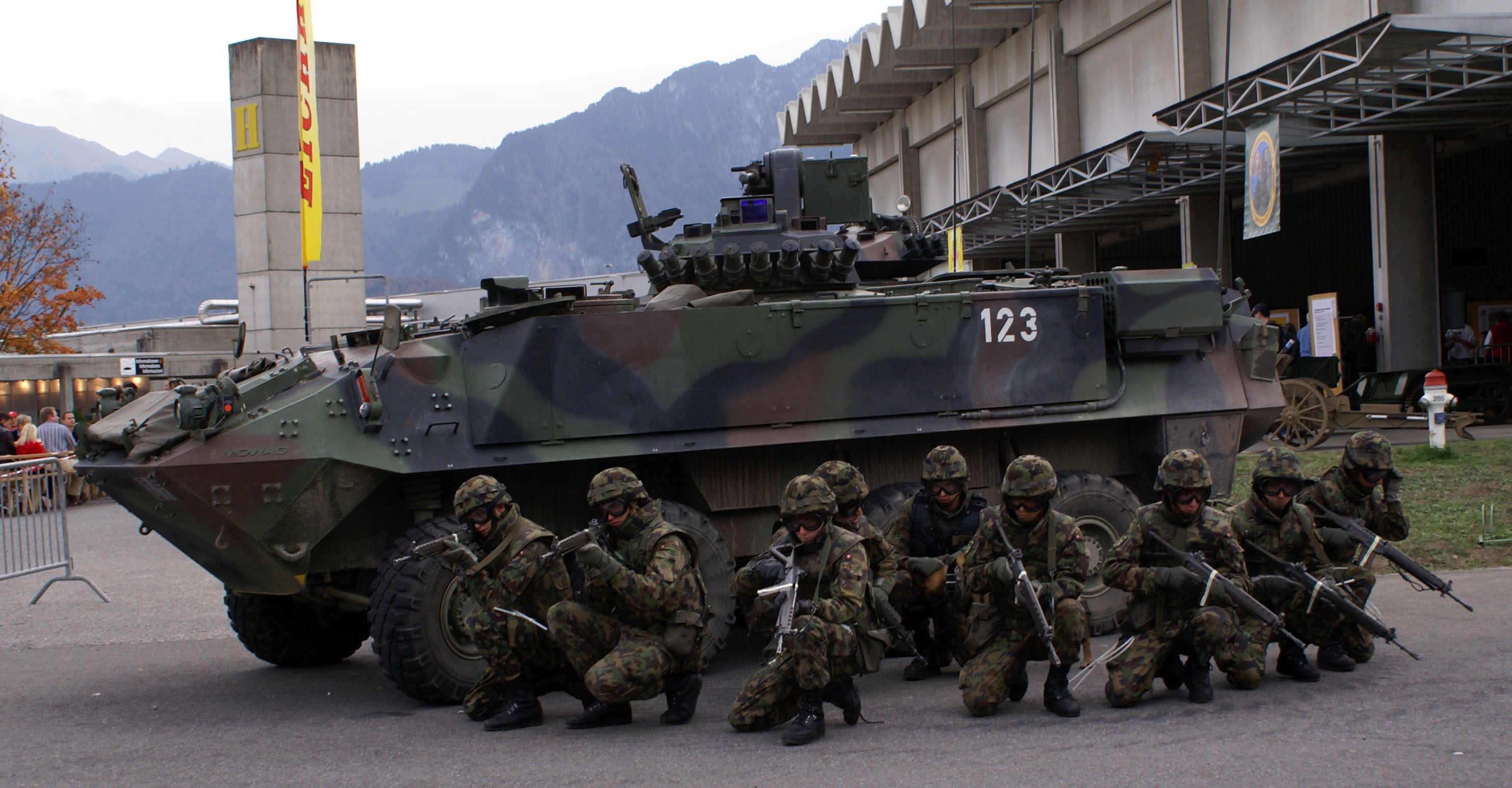
モワク ピラーニャ装輪装甲車と歩兵

Pz 68戦車
2003年までに全車退役した。
Panzer.87 Leopard（Pz.87 Leo）戦車
レオパルト2A4のスイス軍仕様。1983年8月24日に35輌を発注、1987年12月に345輌の追加ライセンス生産。
Panzer 87 Leopard Werterhaltung（Pz.87 Leo WE）戦車
Pz.87の改良型
Pz Hb 79/95 、Pz Hb 88/95
558輛。M109 KAWESTと呼ばれるM109Uのスイス軍の改良型　
M63／73歩兵戦闘車　
192輛。M113装甲車の車体にスウェーデン・ヘグルント製砲塔(20㎜機関砲装備)を搭載
M63／89歩兵戦闘車　
315輛。M63／73歩兵戦闘車の改良型。
M113装甲兵員輸送車　
836輛。2005年に180輛のM113をイラクに売却し問題視された。
モワク ピラーニャ装輪装甲車　
615輛。装甲兵員輸送車ほかBGM-71 TOW対戦車ミサイル搭載型、装甲救急車など。TOW対戦車ミサイル搭載型は310輛保有
モワク イーグル軽装甲偵察車　
採用はイーグルⅠとイーグルⅡ合計329輌
グリーンアーチャー対迫レーダー
バイシクル93自転車
2001年に自転車連隊の廃止が決定し2003年に廃止され、その後は基地内の移動や運動の為に使われている。
アルエット III　
60機。軽汎用ヘリコプター
スカウト／レジャー無人機
アクエリアス級哨戒ボート　
11隻
105㎜牽引砲　
35型:216門、46型:341門、L118 105mm榴弾砲、
20㎜高射機関砲
1700門
ドラゴン (対戦車ミサイル)
2700基
PzF84
パンツァーファースト3対戦車ロケットランチャー
83㎜、106㎜無反動砲　
１万3800門
50／57型　90㎜対戦車砲　
850門
120㎜重迫撃砲
M87:402門、M64(M113):132門
81㎜迫撃砲
M33:2750門
B／L-84 レイピア地対空ミサイル
56基
FIM-92 スティンガー
携帯式対空ミサイルランチャー
Mg51　グロスフスMG42機関銃　
1951年に正式採用された　7.5×55mm スイス弾使用
Lmg05(ドイツ語)、FM 05(フランス語)　
ミニミ軽機関銃
Stgw57(ドイツ語)、F ass 57(フランス語)　
SIG SG510自動小銃　1957年に正式採用された
Stgw90(ドイツ語)、F ass 90(フランス語)　
SIG SG550自動小銃　1983年に正式採用された
SIG SG552　
SG550自動小銃のコンパクトモデル　空挺部隊などが採用
SSGw04　SAKO TRG狙撃銃
SIG P210自動拳銃　
1949年に正式採用された
P75　P220自動拳銃　
1975年に正式採用された

### スイス空軍（Schweizer Luftwaffe）

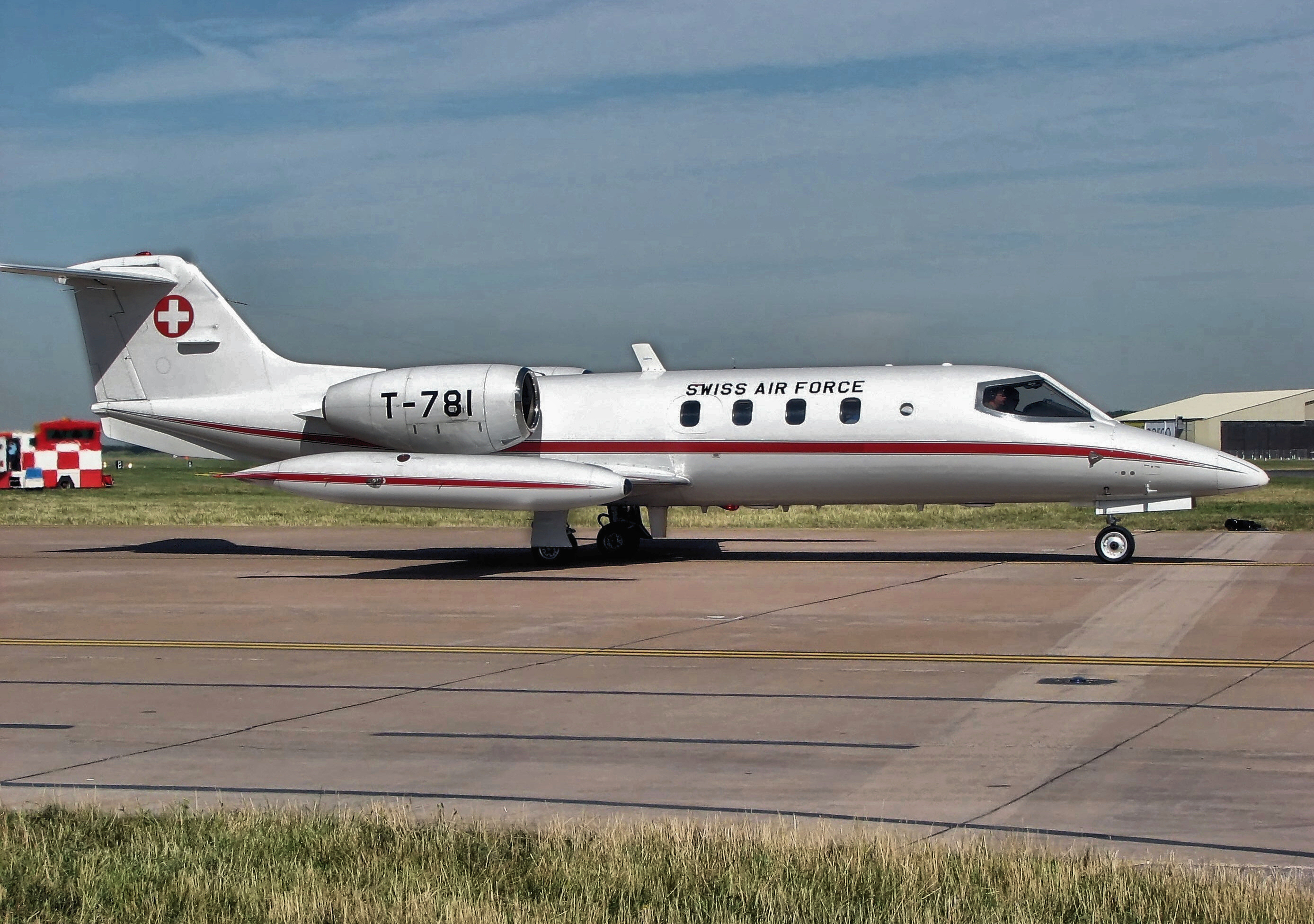
リアジェット35A

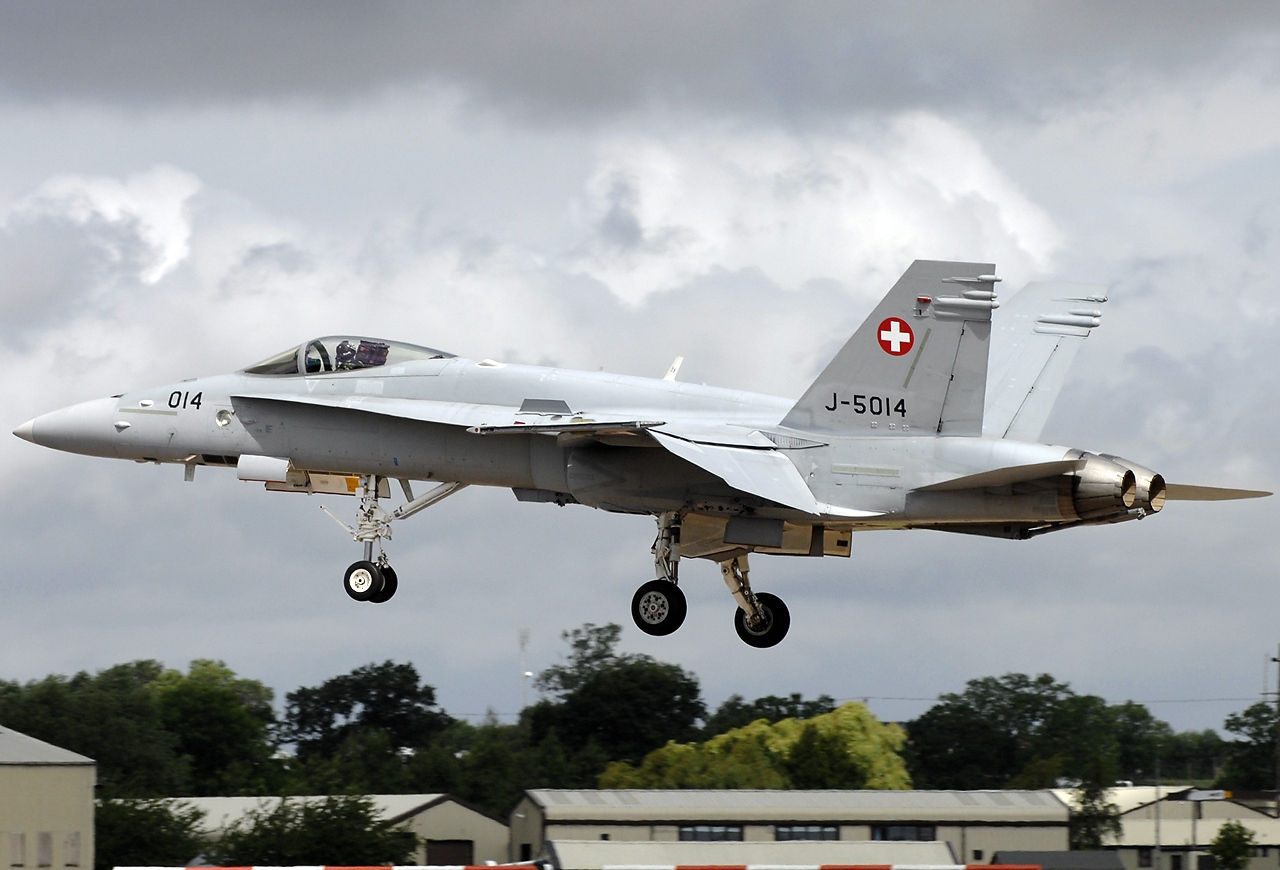
F/A-18 ホーネット
F-18C 26機、F-18D 7機
F-5E/F
36機。F/A-18採用後は対地攻撃メインになった。一部がF-5Nとしてアメリカ海軍でアグレッサーとして再就役した。
ミラージュIIIS
スイス軍採用の性能向上型ミラージュIII C。F/A-18採用後は対地攻撃メインになった。現在は全機退役。
ミラージュIIIRS
ミラージュIIISの偵察型。現在は全機退役。
ミラージュIIIDS
ミラージュIIISの複座練習機型。現在は全機退役。
シュペルピューマ輸送ヘリ
332M, 532UL
ピラタス PC-9
標的曳航機
ピラタスPC-6/B ターボ・ポーター　
17機、輸送・連絡機
リアジェット35A
２機、輸送・連絡機
ドルニエ Do 27　
３機、輸送・連絡機
ホークＭｋ66
20機、高等練習機。2003年から順次退役中。
ピラタス PC-7
38機、初等練習機
ピラタス PC-9
12機　練習機
ピラタス PC-21
6機　高等練習機。ホークＭｋ66の後継機。

### 統制機関
- 連邦参事会
- 連邦国防・国民保護・スポーツ省

## 階級
| OR-1  |  |                               |  | Rekrut (Rekr)                   | 訓練兵     |
| OR-1  |  | OR-1a - Soldat                |  | Soldat (Sdt)                    | 二等兵     |
| OR-2  |  | OR-2 - Appointé               |  | Gefreiter (Gfr)                 | 一等兵     |
| OR-3  |  | OR-3 - Appointé-Chef          |  | Obergefreiter (Obgfr)           | 上等兵     |
| OR-4  |  | OR-4 - Caporal                |  | Korporal (Kpl)                  | 伍長       |
| OR-5  |  | OR-5 - Sergent                |  | Wachtmeister (Wm)               | 軍曹       |
| OR-6  |  | OR-6 - Sergent-Chef           |  | Oberwachtmeister (Obwm)         | 上等軍曹   |
| OR-7  |  | OR-6 - Sergent-Major          |  | Feldweibel (Fw)                 | 曹長       |
| OR-8  |  | OR-7a - Fourrier              |  | Fourier (Four)                  | 上級曹長   |
| OR-8  |  | OR-7b - Sergent-Major Chef    |  | Hauptfeldweibel (Hptfw)         | 最上級曹長 |
| OR-9a |  | OR-8 - Adjudant sous-officier |  | Adjutant Unteroffizier(Adj Uof) | 准尉       |
| OR-9a |  | OR-9a - Adjudant d'état-major |  | Stabsadjutant (Stabsadj)        | 先任准尉   |
| OR-9b |  | OR-9b - Adjudant-major        |  | Hauptadjutant (Hptadj)          | 上級准尉   |
| OR-9b |  | OR-9c - Adjudant-Chef         |  | Chefadjutant (Chefadj)          | 最上級准尉 |
| OF-1b |  | OF-1a - Lieutenant            |  | Leutnant (Lt)                   | 少尉       |
| OF-1a |  | OF-1b - Premier-Lieutenant    |  | Oberleutnant (Oblt)             | 中尉       |
| OF-2  |  | OF-2 - Capitaine              |  | Hauptmann (Hptm)                | 大尉       |
| OF-3  |  | OF-3 - Major                  |  | Major (Maj)                     | 少佐       |
| OF-4  |  | OF-4 - Lieutenant-Colonel     |  | Oberstleutnant (Oberstlt)       | 中佐       |
| OF-5  |  | OF-5a - Colonel               |  | Oberst (Oberst)                 | 大佐       |
| OF1-5 |  | OF1a-5 - Officier Spécialiste |  | Fachoffizier (FachOf)           | 技術士官   |
| OF-6  |  |                               |  | (Oberst) Brigadier (Br)         | 准将       |
| OF-7  |  |                               |  | (Oberst) Divisionär (Div)       | 少将       |
| OF-8  |  |                               |  | (Oberst) Korpskommandant (KKdt) | 中将       |
| OF-9  |  |                               |  | General (Gen)                   | 大将       |

### 備考
- 平時においては大佐が公式な最高位であり、准将、少将および中将はあくまで大佐の役職に応じた地位、職位である。そのため旅団長大佐、師団長大佐、軍団長大佐とし、大将を将軍と和訳するケースも見られる。

- 大将の階級は、戦時中においてのみ運用されるものであり、連邦議会が1人の将官にスイス軍の指揮を委任する際に任命されるため、平時においては使用されない。なお、スイスの歴史において、大将に昇任したのは以下の4人のみである。
  - アンリ・デュフール大将(1847)、分離同盟戦争・バーデン革命・ヌーシャテル危機・第二次イタリア独立戦争
  - ハンス・ヘルツォーク（ドイツ語版）大将(1871–1872)、普仏戦争
  - ウルリッヒ・ウィレ（ドイツ語版）大将 (1914–1918)、第一次世界大戦
  - アンリ・ギザン大将(1939–1945) 、第二次世界大戦